# Джрарат (област Ширак)
Вижте пояснителната страница за други значения на Джрарат.
Джрарат (на арменски: Ջրառատ) е село и община в Армения, област Ширак. Според Националната статистическа служба на Армения през 2012 г. има 1301 жители.

## Демография
Броят на населението в годините 1831–2004 е както следва: